# Burtonport
Burtonport (iriska: Ailt an Chorráin) är en ort i republiken Irland.   Den ligger i grevskapet County Donegal och provinsen Ulster, i den norra delen av landet, 230 km nordväst om huvudstaden Dublin. Burtonport ligger 21 meter över havet och antalet invånare är 323.
Terrängen runt Burtonport är platt åt nordost, men åt sydväst är den kuperad. Havet är nära Burtonport västerut.Runt Burtonport är det ganska glesbefolkat, med 39 invånare per kvadratkilometer. Närmaste större samhälle är Gweedore, 14,6 km nordost om Burtonport. Trakten runt Burtonport består i huvudsak av gräsmarker.